# Jim O'Brien (cestista 1949)
James J. O'Brien, detto Jim (New York, 9 aprile 1949), è un ex cestista e allenatore di pallacanestro statunitense, professionista nella ABA.

## Carriera
Venne selezionato dai Buffalo Braves al quarto giro del Draft NBA 1971 (53ª scelta assoluta).

## Palmarès
- Clair Bee Coach of the Year Award (1999)
- Trentatreesimo per numero di assist di sempre ABA